# Újfehértó
Újfehértó ist eine ungarische Stadt im Kreis Nyíregyháza im Komitat Szabolcs-Szatmár-Bereg.

## Geografische Lage
Újfehértó liegt in der Nördlichen Großen Tiefebene, 17,5 Kilometer südlich des Komitatssitzes und der Kreisstadt Nyíregyháza.

## Geschichte
Im Jahr 1913 gab es in der damaligen Großgemeinde 1698 Häuser und 10.567 Einwohner auf einer Fläche von 27.347 Katastraljochen. Sie gehörte zu dieser Zeit zum Bezirk Nagykalló im Komitat Szabolcs. 

## Söhne und Töchter der Stadt
- Nyúzó Mihály (1666–1716), Oberst der Kurutzen
- Gábor Péter (1906–1993), kommunistischer Politiker
- János Marozsán (* 1965), Fußballspieler
- Mihály Zoltán Orosz (* 1969), Kommunalpolitiker
- Erika Marozsán (* 1972), Schauspielerin

## Städtepartnerschaften
- Braniştea, Rumänien[3]
- Cherechiu, Rumänien[3]
- Doberdò del Lago, Italien[3]
- Hut (Гут), Ukraine[3]
- Váhovce, Slowakei[3]
- Żarów, Polen[3]

## Sehenswürdigkeiten
- 1848/1849er-Denkmal, erschaffen von Lajos Orr
- Laura-Lengyel-Gedenktafel, erschaffen von Sándor Sebestyén
- Museum Zajti Ferenc Helytörténeti Gyűjtemény (Heimatgeschichtliche Sammlung)
- 1956er-Denkmal (aus Glas und Stein), erschaffen von József Cseresznye und József Török
- Römisch-katholische Kirche Magyarok Nagyasszonya, erbaut 1804–1812 im spätbarocken Stil, mit Glasfenstern von Erzsébet Tóth
- Skulptur Álló lány, erschaffen 1967 von Sándor Fazekas
- Weltkriegsdenkmäler

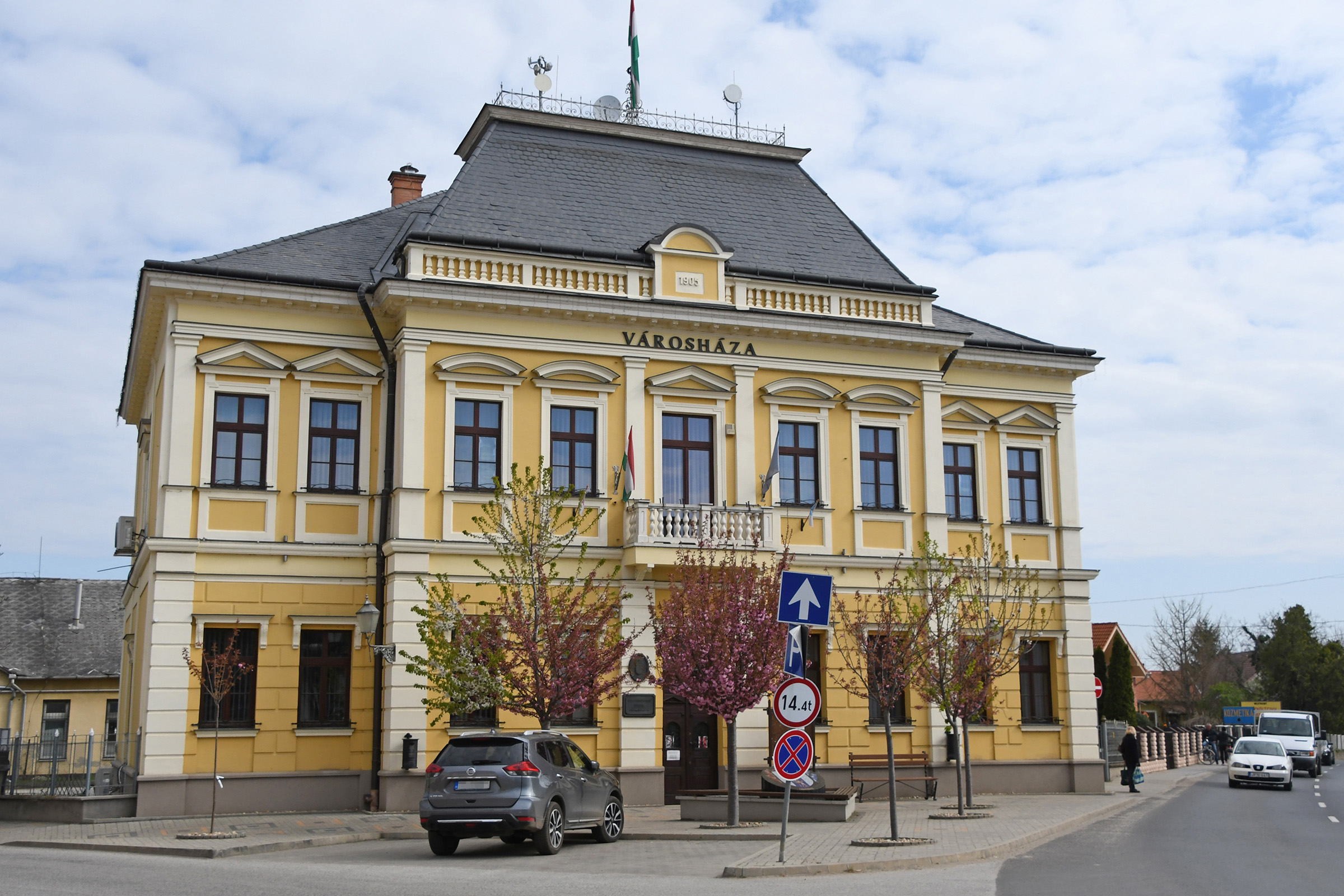
Rathaus
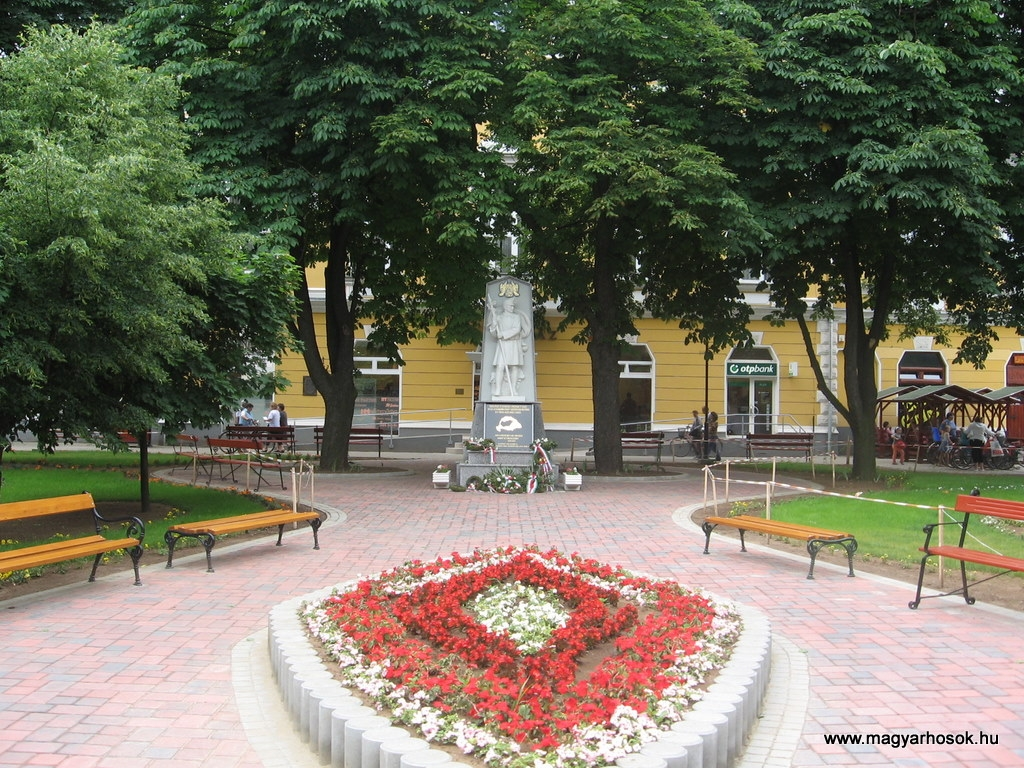
Főtér (Hauptplatz)
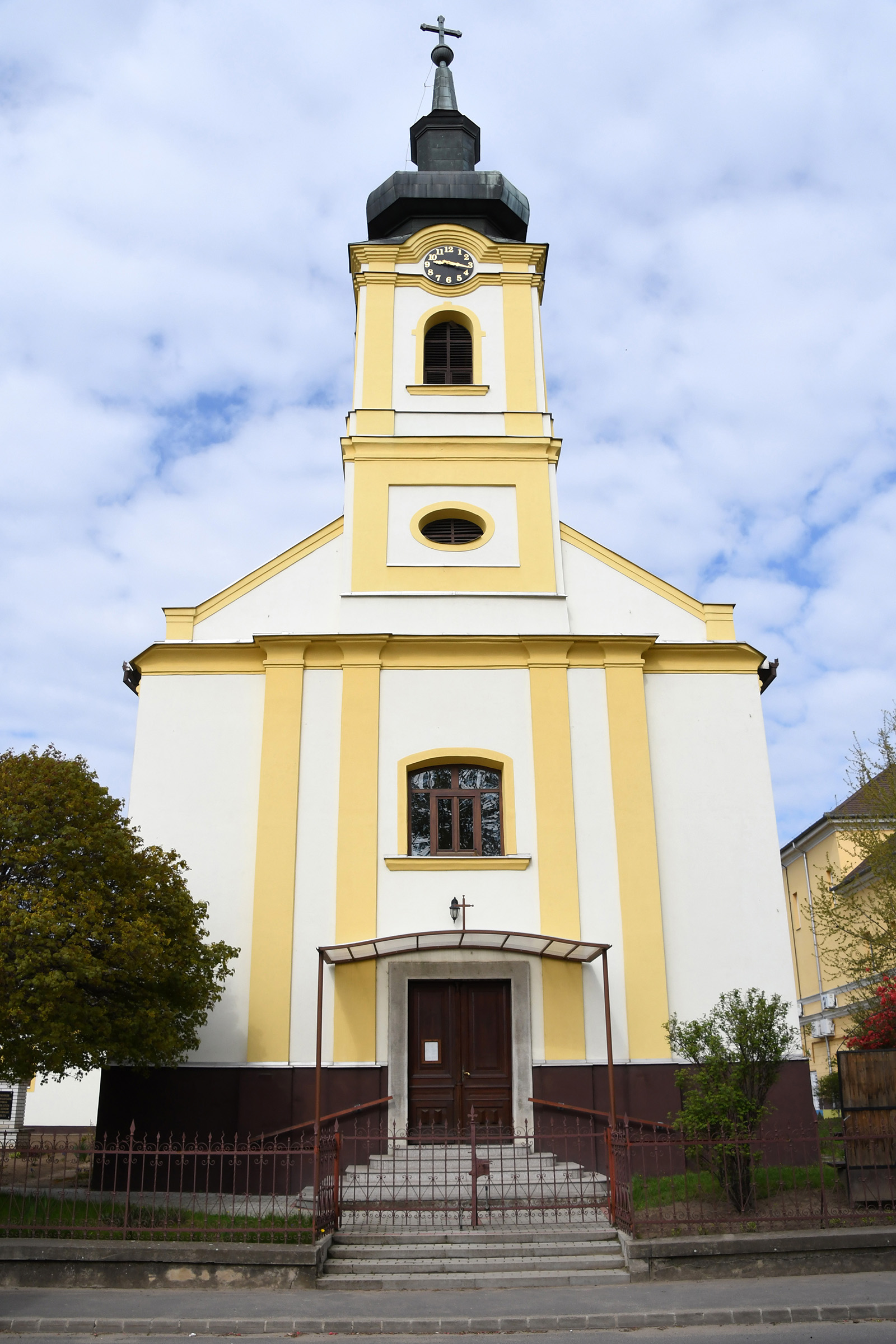
Römisch-katholische Kirche Magyarok Nagyasszonya